# Norman Victor Leaver
Norman Victor Leaver (Londra, 18 gennaio 1876 – Londra, 14 dicembre 1919) è stato un calciatore e arbitro di calcio inglese, uno dei primi giocatori del Genoa e vincitore del primo campionato italiano di football.

## Biografia
Inglese nato a Londra nel quartiere di Shepherd's Bush, era probabilmente imparentato con i commercianti di carbone della ditta Norman Leaver.
Trasferitosi a Genova, dove era presente una folta comunità inglese, divenne socio del Genoa.
Un tempo conosciuto come Robert Al Leaver, grazie a successive ricerche è stato appurato che il nome corretto era Norman Victor Leaver.

## Caratteristiche tecniche
Era un'ala sinistra o un attaccante.

## Carriera

### Calciatore

#### Club
Iscrittosi alla sezione calcio del Genoa, Leaver giocò come ala sinistra ed a lui si deve il gol che consegnò al Grifone la prima vittoria del campionato del 1898.
Bissò il successo la stagione successiva, ritirandosi però al termine di quell'anno.

#### Rappresentativa Italiana
Benché inglese, il 30 aprile 1899 giocò a Torino presso il Velodromo Umberto I l'incontro amichevole nella Selezione Italiana contro la Selezione Svizzera, terminato due a zero a favore degli elvetici.

### Arbitro
L'8 aprile 1900 arbitrò la partita dell'eliminatoria ligure tra Genoa e Sampierdarenese, vinta dai primi.

## Palmarès

### Calciatore

#### Club

##### Competizioni nazionali
- Campionato italiano: 2

Genoa: 1898, 1899